# Zygmunt Golian
Zygmunt Golian (ur. 9 lipca 1824 w Krakowie , zm. 21 lutego 1885 w Wieliczce) – ksiądz katolicki, dominikanin, kaznodzieja, publicysta, ultramontanin.

## Życiorys
Urodził się 9 lipca 1824 w Krakowie  w rodzinie Pawła Walerego, który był z zawodu chirurgiem i brał udział w wojnach napoleońskich i powstaniu listopadowym, i jego żony Kunegundy z d. Pruchnickiej. Miał liczne rodzeństwo spośród którego wieku dojrzałego dożyło dwóch braci: Paweł Ksawery (ur. 1826) i Aleksander Walery (ur. 1815) oraz dwie siostry: Ludmiłę Teklę (ur. 1828) i Wandę . Przez dwa lata terminował w zakładzie złotniczym i przez kolejne trzy lata uczył się w Instytucie Technicznym. W 1840  rozpoczął naukę w gimnazjum, a w 1844  wstąpił do seminarium, które wówczas było prowadzone przez misjonarzy i mieściło się na Stradomiu . 26 grudnia 1849 przyjął święcenia kapłańskie z rąk bp Ludwika Łętowskiego i został wikarym w kościele św. Floriana na Kleparzu.
W 1850  rozpoczął studia na uniwersytecie w Lowanium, a następnie, po krótkiej przerwie, w Rzymie  na uniwersytecie Sapienza (1852-1853) ). Po powrocie został wikarym w parafii Wszystkich Świętych oraz kaznodzieją i spowiednikiem katedry na Wawelu. 1  marca 1858 wstąpił do zakonu dominikanów i po rocznej próbie 24 kwietnia 1859 powrócił jako wikariusz i spowiednik na Wawel.
W latach 1862–67 był, na zaproszenie abp Zygmunta Szczęsnego Felińskiego, wykładowcą dogmatyki w warszawskiej Akademii Duchownej, następnie był administratorem parafii św. Floriana w Krakowie, a następnie parafii Mariackiej oraz wykładał na Uniwersytecie Jagiellońskim. W czasie pobytu w Warszawie na prośbę abp Felińskiego głosił głośne kazania o wymowie jednoznacznie antyspiskowej i antypowstańczej, co często spotykało się ze sprzeciwem radykałów i spiskowców. Popierał politykę Aleksandra Wielopolskiego i przestrzegał przed konsekwencjami powstania.
Od lat 50 był spowiednikiem i kierownikiem duchowym Ewy Karoliny z Sułkowskich Potockiej (później pod imieniem Marii Teresy) i głównym inicjatorem powstania polskiej gałęzi Zgromadzenia Sióstr Matki Bożej Miłosierdzia oraz ich wieloletnim opiekunem duchowym.
W latach 1881–1885 pełnił funkcję proboszcza parafii św. Klemensa PM w Wieliczce, gdzie podjął się prac remontowych, mających na celu poprawienie estetyki kościoła. Spędził tam ostatnie lata życia. Zmarł 21 lutego 1885.

## Publikacje
Ksiądz Golian brał czynny udział w dyskusji, na początku lat 60 XIX wieku, o świeckiej władzy papieża i przyszłości państwa kościelnego. Zyskał wtedy miano jednego z czołowych polskich ultramontanów. Napisał między innymi:
- Słowo o prawdziwym zjednoczeniu,
- Nieprzyjaciele sprawy papieskiej w Polsce,
- Baczność katolicy,
- Rozbiór broszury: Papież i Polska,
- Kilka słów o doczesnej władzy Papieża,
- Adres katolików krakowskich i skarżąca go protestacja,
- Moderanci wobec Kościoła, Narodu i dziejowej przeszłości,
- Mowa o patriotyzmie chrześcijańskim